# Vandal Savage
Vandal Savage il cui vero nome è Vandar Adg, è un personaggio dei fumetti statunitensi pubblicati da DC Comics, creato da Alfred Bester e Martin Nodell. È un supercriminale, comparso per la prima volta in Green Lantern (vol. 1) n. 10 (inverno 1943).
Savage è un immortale, ed ha afflitto la Terra con il crimine e la violenza fin dall'inizio della storia umana. È un brillante stratega con immense conoscenze scientifiche. È anche uno dei più persistenti criminali della DC ed ha combattuto contro molti eroi diversi nella storia. Nel 2009 Vandal Savage fu votato dalla IGN  come 36° più grande criminale dei fumetti di tutti i tempi.

## Biografia del personaggio
Nei giorni della preistoria, nel 50.000 a.C., Savage era un cavernicolo di nome Vandar Adg, comandante della Tribù del Sangue. Fu bagnato dalle radiazioni di un potente meteorite, che gli diede un incredibile intelletto e l'immortalità. Un osservatore della Tribù degli Orsi fu avvicinato dallo stesso meteorite e divenne l'eterna nemesi di Savage, Immortal Man, che possedette il potere di resuscitare sé stesso in una nuova persona ogni volta che fosse stato ucciso. Secondo Lex Luthor, esistono prove che suggeriscono che Vandal Savage fu il primo cannibale in assoluto. Sebbene il Calcolatore lo prese erroneamente per una battuta, Lex Luthor era serio; del resto, Savage non mostrò mai molto riguardo per la vita umana.
Nell'universo pre-Crisi, Savage era nativo di Terra-2, ma, come visto in Action Comics n. 516, migliaia di anni nel passato uno stregone gli rivelò sia la futura esistenza della Justice Society che l'esistenza di Terra-1.
Il primo segno di Savage nella "storia" dell'Universo DC avvenne quando lui e un gruppo di persone affondarono e distrussero con successo la città di Atlantide. Quel gruppo di persone venne conosciuto con il nome di Illuminati, di cui Savage fu il capo da lì in poi.
Affermò di aver governato su migliaia di civiltà sotto migliaia di identità: Khafre, Alessandro Magno, Giulio Cesare (sebbene affermò anche di aver partecipato al suo assassinio), Gengis Khan, Barbanera, e Vlad l'Impalatore, per nominarne alcuni. Lavorò anche come carissimo amico e consigliere di Erik il Rosso, Napoleone Bonaparte, Ra's al Ghul, Otto Von Bismarck, e Adolf Hitler.
Durante la Golden Age, Savage si batté con la Justice Society of America. Tentò di catturarne i membri per vendetta, ma fu fermato dai Flash della Golden Age e della Silver Age, Jay Garrick e Barry Allen. Savage continuò ad attaccare la JSA in altre storie successive. Fu anche uno dei fondatori della Lega dell'ingiustizia, e formò per qualche tempo un gruppo di criminali chiamati "i Tartarus". È uno dei criminali principali di JLA: Anno Uno, lavorando contro la nuova formazione della Justice League e nutrendo un profondo odio verso tutti i supereroi e gli invadenti alieni Appellaxiani. Durante un confronto con gli alieni, Savage affermò di aver disegnato Stonehenge di persona, che gli alieni demolirono in parte. Savage menzionò anche che avrebbe sciolto la JSA con "pochi senatori ben piazzati".

### Immortal Man
Alla fine, il nemico di Savage, Immortal Man, si cancellò dall'esistenza per salvare il mondo durante la Crisi sulle Terre infinite, e Mitchell Shelley, il Resurrection Man, uno smemorato con poteri simili, prese il sopravvento come nuova nemesi di Savage. Tuttavia, la lista dei nemici di Savage non è limitata a questi due soli personaggi. Avendo vissuto tanto a lungo, Savage ebbe nemici possibili in tutti i supereroi della DC passati, presenti e futuri, tra cui i più temibili per lui, la JSA e la JLA. La Lanterna Verde originale, Alan Scott, fu descritto come uno dei nemici principali di Savage, così come il Flash originale, Jay Garrick. Fu rivelato che Savage si riferisce ad Hawkman chiamandolo "lo Scarafaggio". Tuttora, nell'Universo DC, Savage ha all'incirca 52.000 anni.

### DC One Million
In questa serie, si scopre che Vandal Savage possiede una base all'interno della Sfinge egiziana. Un confronto con Martian Manhunter lo lascia con un occhio bruciato, che lo affliggerà nel futuro.
Savage incontrerà probabilmente la sua fine dopo aver vissuto fino all'anno 85.271, da dove verrà spedito indietro nel XX secolo a Montevideo in Uruguay da un paio di guanti che manipolano il tempo, secondi prima che un'armatura di Rocket Red porti un carico nucleare enorme: un'azione, ironicamente, ordinata dallo stesso Savage. A questo punto, l'eroe viaggiatore temporale Chronos viene sentito nel sottofondo, dicendo che aveva ingannato Savage per ritorsione per una precedente avventura in cui lo aveva bloccato nel tempo. Questo è, tuttavia, solo uno dei possibili futuri di Savage.

### Villains United
Vandal Savage fu visto nei due numeri finali di Villains United. In origine, Savage era un membro della Società Segreta di Lex Luthor, ma la abbandonò dicendo a Luthor di non contattarlo più, per nessun motivo, dopo che Lex ebbe dato il benvenuto nella Società a delle nuove reclute, secondo Savage più che incompetenti. È anche plausibile che Savage se ne andò perché sua figlia, Scandal Savage, lavorava contro la Società come parte dei Segreti Sei. Quando la Società si batté un'ultima volta contro i Segreti Sei, Savage minacciò di uccidere Luthor se lui non avesse fatto ritirare i suoi uomini, dicendo che non poteva permettere a nessuno di ferire sua figlia. Tutto ciò non avvenne per il solo amore paterno, ma anche perché Savage voleva che sua figlia generasse un erede con Catman, e mise delle taglie sulle teste dei Segreti Sei come avvertimento di quello che sarebbe accaduto al suo amore, Knockout, se lo avesse rifiutato.

### Flash e la JSA
Savage fu visto come leader di un culto da Giorno del Giudizio. Tentò di utilizzare un dispositivo per portare un asteroide ad impattarsi con la Terra, ma fu scagliato nello spazio con l'asteroide quando Flash I (Jay Garrick) invertì la polarità del dispositivo. Alla fine, l'asteroide si schiantò sulla terra con Savage, trovando i suoi poteri diminuiti e passando quello che lui stesso definì come l'anno peggiore della sua vita. Con la sua immortalità completamente svanita, riuscì comunque a sopravvivere a ferite fatali, ma un tumore al cervello e un forte decadimento della sua struttura biologica lo avrebbero portato a una morte veloce, con un massimo di vita di undici giorni. Savage tentò di catturare Alan Scott (Lanterna Verde I) attirandolo con un clone di Wesley Dodds, che in realtà era un suo clone. Dopo aver fallito nel tentativo di rubare il DNA di Scott, Savage fu lasciato tra le macerie della sua prima base segreta. Capendo che il suo clone poteva essere considerato un suo successore, e che il sangue dei suoi discendenti avrebbe sempre rigenerato la sua forza, Savage uccise, cucinò e mangiò il suo clone, rinnovando le sue energie per un altro giorno.
Ritornò nella prima storia della nuova Justice Society of America, in cui era la mente dietro un gruppo di criminali super potenti e neonazisti colpendo i successori degli eroi della Golden Age, credendo che eliminando la linea di sangue degli eroi si sarebbe eliminata l'eredità degli eroi, permettendogli così di continuare i suoi scopi di rimodellamento del mondo secondo i suoi desideri. Nel numero 4, dopo una battaglia con Wildcat e il suo figlio appena scoperto, Savage fu sconfitto quando venne colpito da un camion in fiamme. Riapparve più avanti ad Atlantide dove si scoprì che stava dietro le atrocità di Sub Diego e l'occupazione della città da parte di Black Manta.

### Salvation Run
Vandal Savage fu uno dei criminali imprigionati nel "Pianeta Inferno" di Salvation Run. Affermò di aver messo insieme il lavoro del meccanismo del pianeta ed utilizzò questa conoscenza per localizzare una "zona sicura" senza nessuno dei predatori che devastavano il resto del pianeta. Intendeva accoppiarsi con la criminale del suo gruppo, e produrre una progenie di immortali. Placò alcune delle più toste delle femmine (come Phobia e Cheetah) promettendo ad ognuna di farla sua regina una volta che avesse conquistato il pianeta. Infine, ritornò sulla Terra insieme al resto dei prigionieri dopo un attacco dei parademoni inviati da Desaad.

### Crisi Finale
Dopo essere tornato sulla Terra, in Crisi Finale Vandal Savage fu piazzato nella cerchia interna della Nuova Società di Libra. Come disse a Lex Luthor, era pronto a seguire Libra in cambio di un desiderio, la fine della sua noia.
In Final Crisis: Revelations, l'Order of the Stone entrò in possesso della Lancia del Destino. Più tardi, un gruppo di seguaci comandati da Sister Wrack entrò nella tenda di Savage. Infilzarono il corpo di Savage con la Lancia. Così Caino rinacque in lui, e concordò nel guidare i Seguaci nel punire lo Spettro per averlo marchiato per un crimine passato. Utilizzando la Lancia, Caino riuscì a dividere lo Spettro dal suo ospite umano, e lo fece suo schiavo. I piani di Caino furono sventati da Renee Montoya, che riuscì, invece, a rimettere insieme lo Spettro con il suo ospite. Lo Spettro, a cui venne proibito da Dio di uccidere Caino, lo condannò a camminare sulla Terra, incapace di nascondersi, perseguitato e riconosciuto dal resto dell'umanità, come Caino.

### The Insiders
Il team di supereroi noto come gli Outsiders entrarono in conflitto con un misterioso gruppo che si faceva chiamare "gli Insiders", che seguivano le tracce del meteorite che donò a Savage i suoi poteri. Fu infine rivelato che gli Insiders erano membri della ex tribù di Savage, anche loro esposti al meteorite e divenuti immortali. Savage si alleò temporaneamente con l'immortale R'as al Ghul per fermare i piani di questo gruppo.

## Elseworld
Vandal Savage fu uno dei criminali della serie limitata Elseworld in Batman: Dark Knight Dynasty. In questa storia, Savage fu ossessionato dall'idea di rimettere insieme il meteorite che gli diede l'immortalità, credendo che gli avrebbe rivelato perché è ciò che è. Attraverso i secoli, si ritrovò in conflitto con i discendenti della famiglia Wayne, cominciando nel Medioevo con Sir Joshua of Wainwright, fino al contemporaneo Bruce Wayne, alla futuristica presidentessa Brenda Wayne. Alla conclusione di quest'ultima battaglia, Vandal fu lasciato a vagare nello spazio profondo sulla meteora, determinato a scoprire lo scopo della sua vita.
In un'altra storia di Elseworld, Flashpoint, Savage guidava una corporazione d'esplorazione dello spazio con l'aiuto di un Barry Allen zoppo. Utilizzò la tecnologia di J'onn J'onnz nel tentativo di sterminare l'umanità, ma fu ucciso da Barry Allen, che sacrificò la sua vita per fermare il dispositivo alieno.
Nella serie limitata Kingdom Come, Vandal Savage è un membro del Fronte della Liberazione dell'Umanità di Lex Luthor, ma fu catturato da Batman e i suoi alleati quando fu percosso dalla versione futura di Wildcat.

## Poteri e abilità
La lunga vita di Vandal Savage gli ha permesso di diventare un maestro del combattimento corpo a corpo, un esperto di tattiche militari e di una varietà di armi e familiare con molte culture, lingue e campi della scienza. La sua scelta di armi cambia a seconda della battaglia. A volte usa spade, coltelli e mazze, mentre altre volte brandisce una tecnologia avanzata, come armi a base di energia, una tuta che gli consente un volo limitato o un dispositivo sonico delle dimensioni di una penna che può immobilizzare le persone con super velocità.
Originariamente, Savage non invecchiava, ma poteva ancora morire per ferite, che è la definizione tradizionale di immortalità. Nel corso del tempo iniziò gradualmente ad invecchiare per poi perdere completamente la sua immortalità nel XX secolo prima di trovare il modo di riconquistarla. Per un breve periodo in cui è esistito fuori fase con la sua dimensione natale di Terra-Due, Savage è stato in grado di proiettare mentalmente messaggi e immagini.
A partire dagli anni '80, Savage è stato raffigurato non solo come eternamente giovane, ma anche dotato di capacità di guarigione sovrumane, il che significa che il suo corpo può ripararsi da danni letali e distruzione. Ha anche mostrato maggiore forza, velocità, riflessi, resilienza alle lesioni e tolleranza al dolore rispetto all'essere umano medio. Negli anni '90, è stato rivelato che la fonte del suo potere non era una mutazione indotta dalle radiazioni, ma una colonia di robot subatomici chiamati "tektiti" che abitavano il suo flusso sanguigno e le sue cellule. Questi tectiti lavorano per preservare e ricostruire il suo corpo con ogni mezzo necessario. Nel tempo, questa immortalità si è indebolita e Savage ha dovuto fare affidamento sui suoi figli, discendenti o cloni per la sostituzione degli organi e le trasfusioni di sangue. Ha anche finanziato la ricerca sulla replicazione della tectite.
Storie successive hanno rivelato che Savage aveva un cancro intestinale quando ha acquisito la sua immortalità. Il potere rigenerativo che lo mantiene in vita impedisce anche che le cellule cancerose vengano rimosse. Per tutta la sua vita, questo provoca attacchi intermittenti di dolore a Savage.
Il sangue di Savage può essere utilizzato per creare un siero che può infondere un'altra persona con poteri sovrumani. La natura di queste abilità sovrumane è imprevedibile. I poteri non possono essere mantenuti senza iniezioni regolari del siero. Dopo DC Rebirth, è indicato che il sangue di Savage può essere utilizzato anche per rendere un'altra persona senza età.
Durante l'evento crossover Crisi Finale, Savage portava il metafisico "Marchio di Caino" sulla sua faccia. Sebbene il marchio potesse svanire se il portatore avesse riconosciuto i propri difetti e difetti, Savage non se ne rese conto e lo passò a un'altra persona.

## Altri media

### Animazione
- La prima versione animata di Vandal Savage risale a Justice League, in cinque episodi (il primo finale di stagione e quattro episodi della seconda stagione). Vandal Savage comparve in molti episodi della serie animata Justice League. Questa versione di Savage, oltre ad essere immortale, possiede le stesse qualità curative di Wolverine. Le sue origini sono le stesse della sua controparte dei fumetti, eccetto per l'età, che nella serie animata è la metà dei quella dei fumetti: 25.000 anni (come rivelato nell'episodio "Damigella d'onore"). La Justice League lo incontrò per la prima volta nell'episodio diviso in tre parti "Venti di guerra", quando tentò di modificare la storia e causare la vittoria dei nazisti durante la Seconda guerra mondiale. L'alterazione del tempo non colpì tutti i membri della League e riuscirono infine a trovare un portale per il passato e riuscirono a fermarlo. Poi, in "Damigella d'onore", Savage, affermando di essere il nipote di sé stesso, fu assunto dalla Principessa Audrey di Kaznia, e nel frattempo lavorava con una fazione segreta per installare un cannone sulla Stazione Spaziale Internazionale, permettendo a Kaznia, tramite Savage, di dettare legge sul mondo. La League, ancora una volta, riuscì a fermarlo. Savage fu imprigionato in un carcere kazniano, ma fuggì e scappò in un tempo indefinito. L'ultima comparsa di Savage nel DCAU avvenne nell'episodio "A partire da adesso" della serie animata della seconda stagione di Justice League, quando, pochi mesi dopo quella che si credeva la morte di Superman, utilizzò un dispositivo per il controllo della gravità per uccidere tutti i membri della League, ma involontariamente disequilibrò l'orbita della Terra uccidendo tutta la razza umana. Savage passò 30000 anni in completa solitudine, vergognandosi che il suo desiderio di controllo e di catastrofe fosse stato liberato. Dopo aver trovato Superman - che in realtà era stato inviato per sbaglio nel futuro da un raggio del Giocattolaio, invece che ucciso - nel suo presente, lavorò con l'Uomo d'Acciaio per terminare la costruzione di una macchina del tempo che stava sviluppando, permettendogli di mandare Superman nel suo tempo e di cambiare la storia. Alla fine, Savage vide la riuscita di Superman, quando cominciò a vedere alcune forme spettrali di persone che camminavano, e che lui, invece, cominciava a sparire dal mondo, dicendo le ultime parole "Grazie, amico mio".
- Nella serie animata Batman: The Brave and the Bold, esiste un personaggio chiamato Kru'll l'Eterno (Kru'll the Eternal), le cui origini erano le stesse di quelle di Vandal Savage, essendo entrambi stati dei cavernicoli che venuti a contatto con un meteorite ottennero l'immortalità. Tuttavia, il meteorite che colpì Kru'll non gli diede solo l'immortalità e l'intelletto, ma anche una straordinaria super forza. Nonostante Savage aveva sempre un abbigliamento diverso a seconda delle varie epoche, Kru'll fu visto sempre con addosso il suo vestito da cavernicolo e le tattiche nelle battaglie da lui combattute erano sempre semplici ed ingenue, come tentare di uccidere i suoi nemici sventolando una mazza per aria o tentando di schiacciarli con un masso enorme. Nell'episodio "La minaccia del cavernicolo", Kru'll catturò il compagno di Booster Gold, Skeets. Tentò di utilizzarlo insieme al meteorite per donare i suoi stessi poteri a un gruppo di suoi alleati. Strano per le sue controparti dei fumetti, uno di loro era vestito da Giulio Cesare, mentre l'altro era vestito da Gengis Khan. Il modo di comparire e la personalità di questo Kru'll ricordano il nemico di Capitan Marvel, King Kull.
- Vandal Savage è l'antagonista principale della serie animata Young Justice. È il leader del consiglio di amministrazione del Progetto Cadmus, conosciuto come "La Luce". In questa versione, Vandal ha tre cicatrici facciali, che ha ottenuto dopo essere stato ferito da un orso gigante.
- Vandal Savage appare come antagonista principale nel film d'animazione Justice League: Doom, è lui la mente dietro il piano per sconfiggere la Justice League.
- Il personaggio appare anche nel film d'animazione del DCAMU Suicide Squad - Un inferno da scontare, nel quale intende impossessarsi di una particolare carta monouso che consente al possessore di entrare in paradiso. Dopo esserne entrato in possesso, se la fa mettere all'interno del petto, in modo tale che sia impossibile rimuoverla senza attivarla. Perde possesso della carta quando Thawne usa i suoi poteri per fare vibrare le sue molecole e recuperare la carta senza uccidere Savage, ottenendola per sé.

### Televisione
- Durante la settima stagione della serie televisiva Smallville, nell'episodio Il prezzo dell'immortalità, il personaggio del Dottor Curtis Knox (interpretato dall'attore Dean Cain) era un folle immortale che visse per secoli sotto vari nomi, essendo stato figure storiche come Napoleone Bonaparte o Jack lo Squartatore.
- L'attore Casper Crump interpreta il ruolo di Vandal Savage tra i personaggi ricorrenti della serie televisiva Legends of Tomorrow, nella quale ha istituito nel futuro un impero dittatoriale con se stesso al comando e le Leggende tentano di fermarlo prima che ciò possa accadere. Apparso inizialmente in un episodio crossover tra Arrow e Flash, in quel caso la genesi del personaggio è risultata diversa, essendo in questo caso un sacerdote egizio di "soli" 4000 anni.